# Нічна фотографія

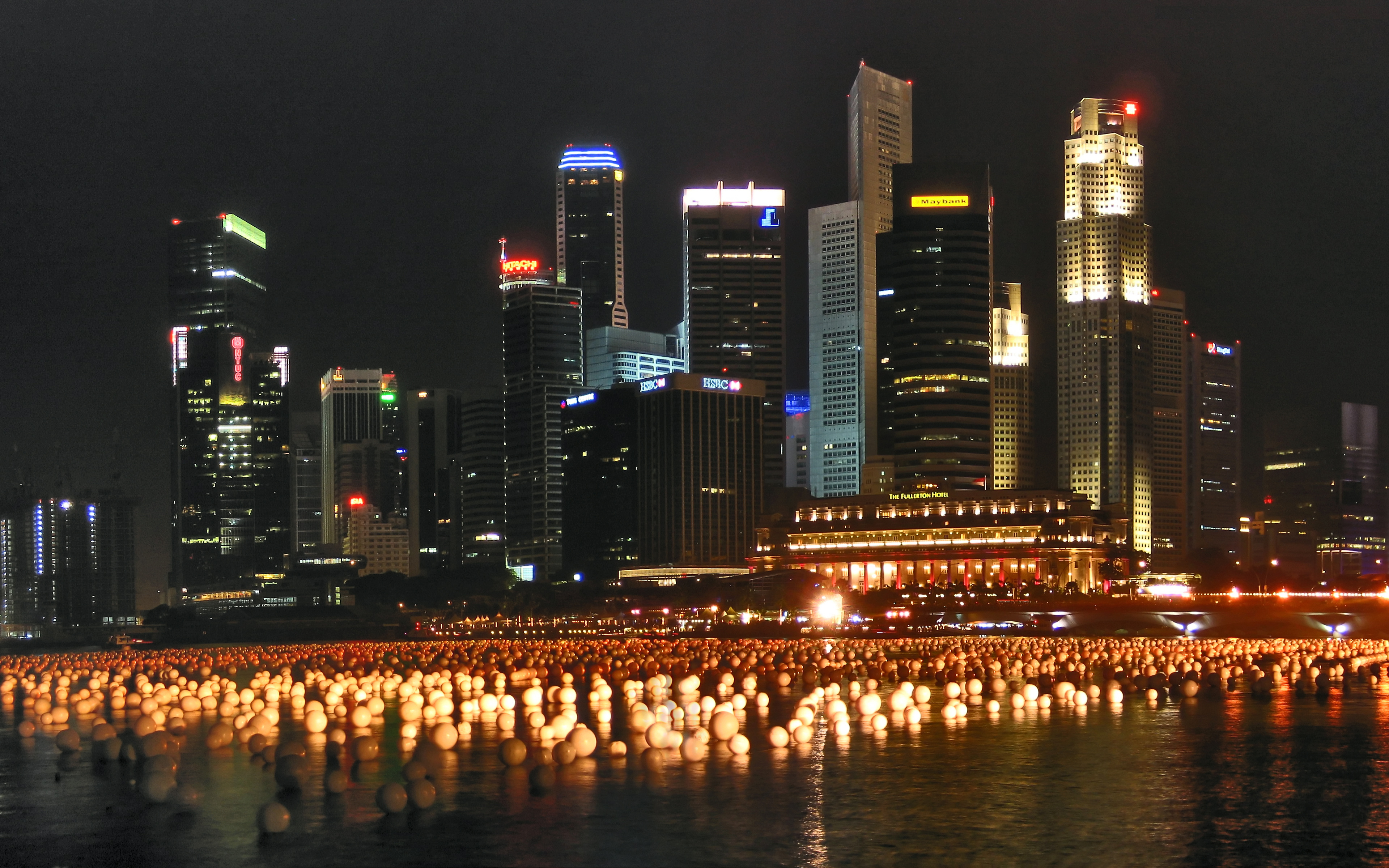
Нічний Сингапур

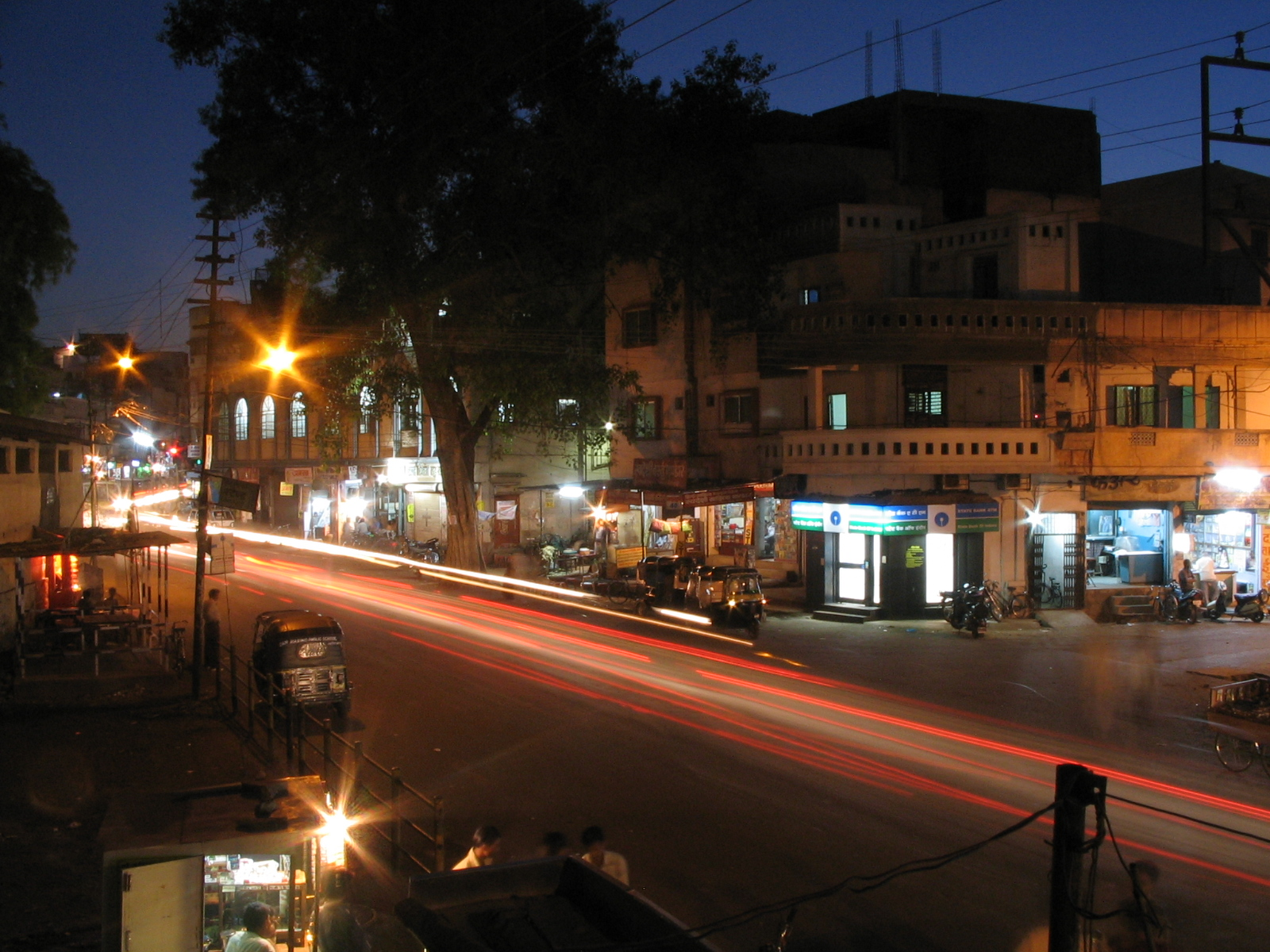
Індур, Індія

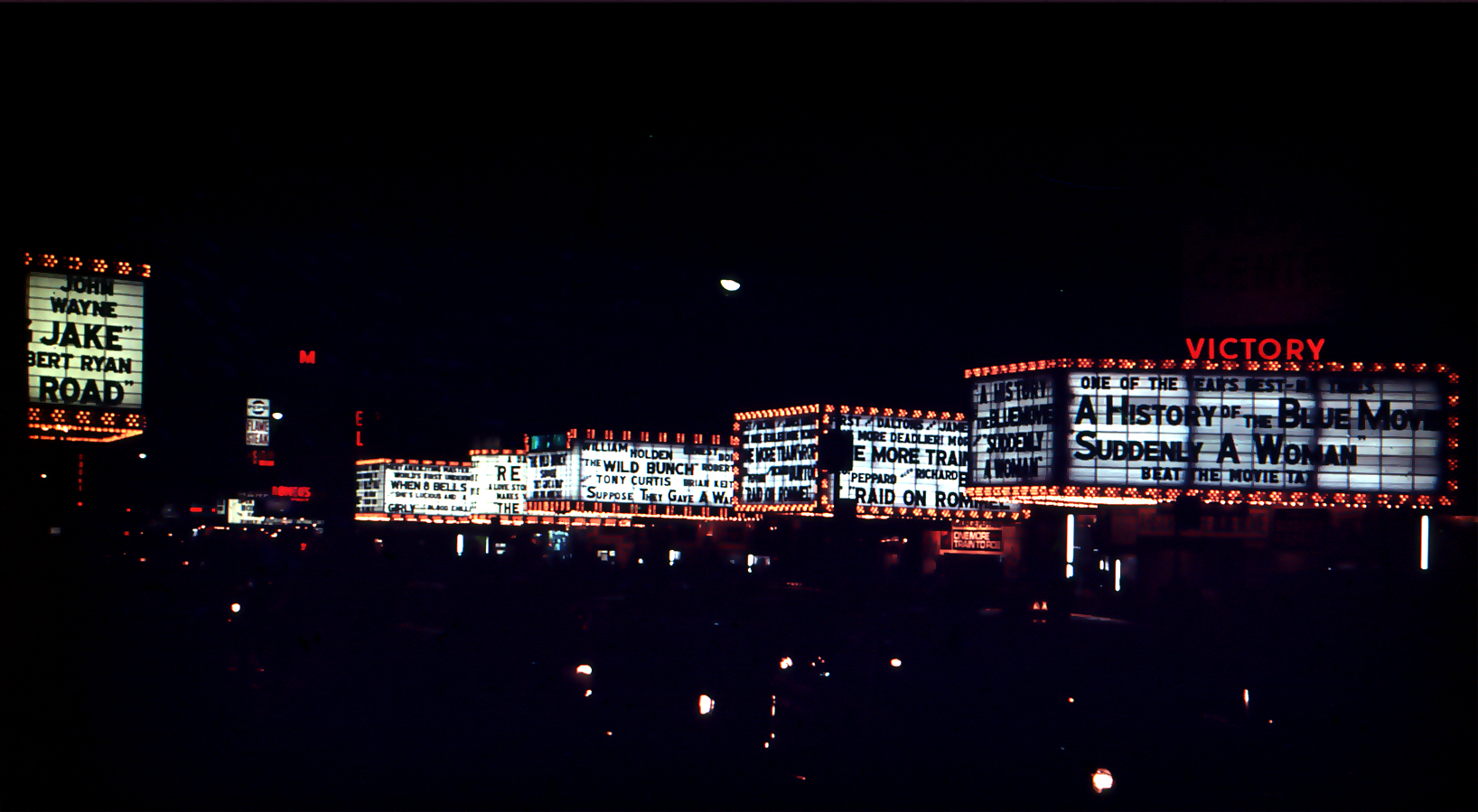
«Бродвейська лампонія» /Маяковський/. 1971

Нічна́ фотогра́фія — жанр фотографії, що включає техніку та художні прийоми фотографування в нічний час.

## Історія
Одним з перших нічну фотографію виконав американський астроном Едвард Емерсон Барнард при фотографуванні зоряного неба наприкінці XIX-го століття.
На початку 1900-х років кілька відомих фотографів (Альфред Стігліц, Вільям Фрестер) почали проводити експерименти по художній зйомці в нічний час. Першими фотографами, які серйозно зайнялися цим видом творчості стали Брассай і Білл Брандт. У 1932 Брассай випустив збірку чорно-білих фотографій нічного Парижу «Paris de Nuit».
У 1970-х Стів Гарпер почав читати курс по нічній фотографії в Університеті академії мистецтв (Сан-Франциско, США).
У 1990-х англійський фотограф Майкл Кенна став одним з перших комерційно-успішних фотографів, що займаються виключно нічний фотографією.
У XXI столітті нічна фотографія продовжила активно розвиватися завдяки зростанню популярності цифрової фотографії.

## Технічні особливості
Через нестачу освітлення в нічний час для отримання прийнятної експозиції при відсутності додаткового штучного освітлення необхідно:
- Використання тривалих витримок;
- Використання світлосильних об'єктивів і малих значень діафрагми;
- Використання високочутливої фотоплівки або високого значення чутливості (ISO) для цифрових фотоапаратів.

Зазвичай для нічної фотографії використовують різні поєднання перерахованих вище прийомів і методів залежно від умов зйомки. Для нічної фотозйомки також застосовуються додаткові технічні засоби: фотоспалах, штатив тощо.
Різновидом нічної зйомки є зйомка в інфрачервоному та/або в ультрафіолетовому світлі.

## Об'єкти нічної фотографії
Часто об'єктами нічної фотографії стають:
- нічне небо, небесні тіла (див. астрофотографія);
- пейзажі, споруди при природному місячному освітленні;
- міські краєвиди (з використанням міського освітлення);
- феєрверків;
- нічні портрети;

та інше.

## Галерея

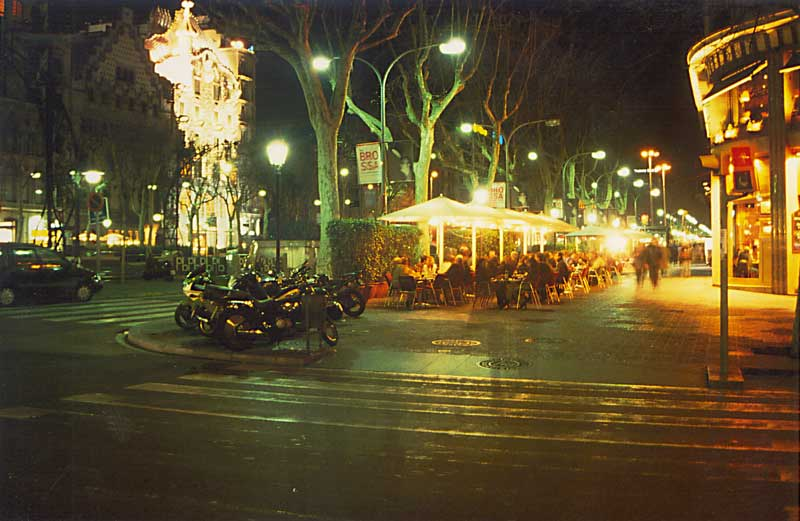
Пасео де Грасіа в Барселоні
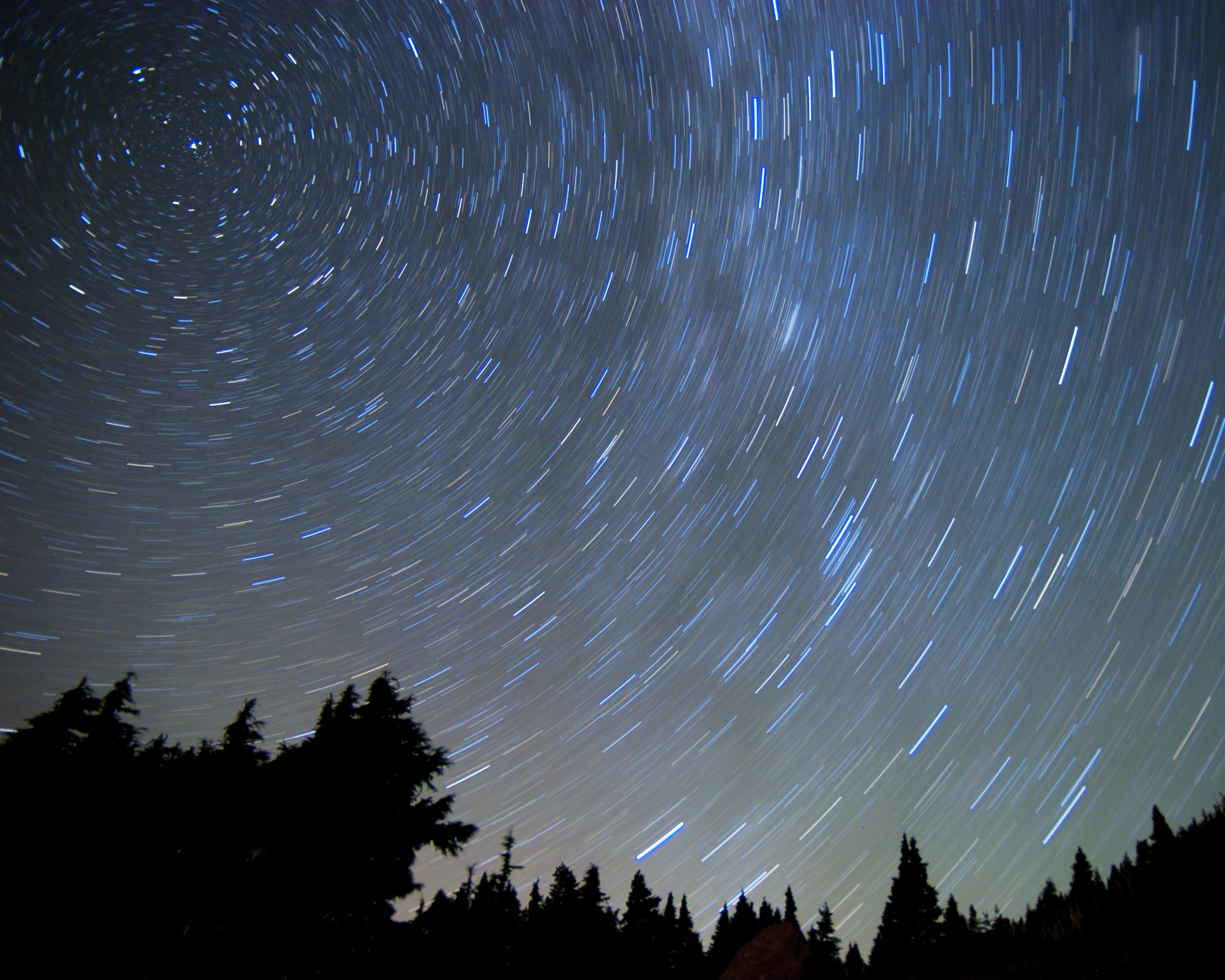
"Нічне небо". Національний Парк Маунт-Худ.
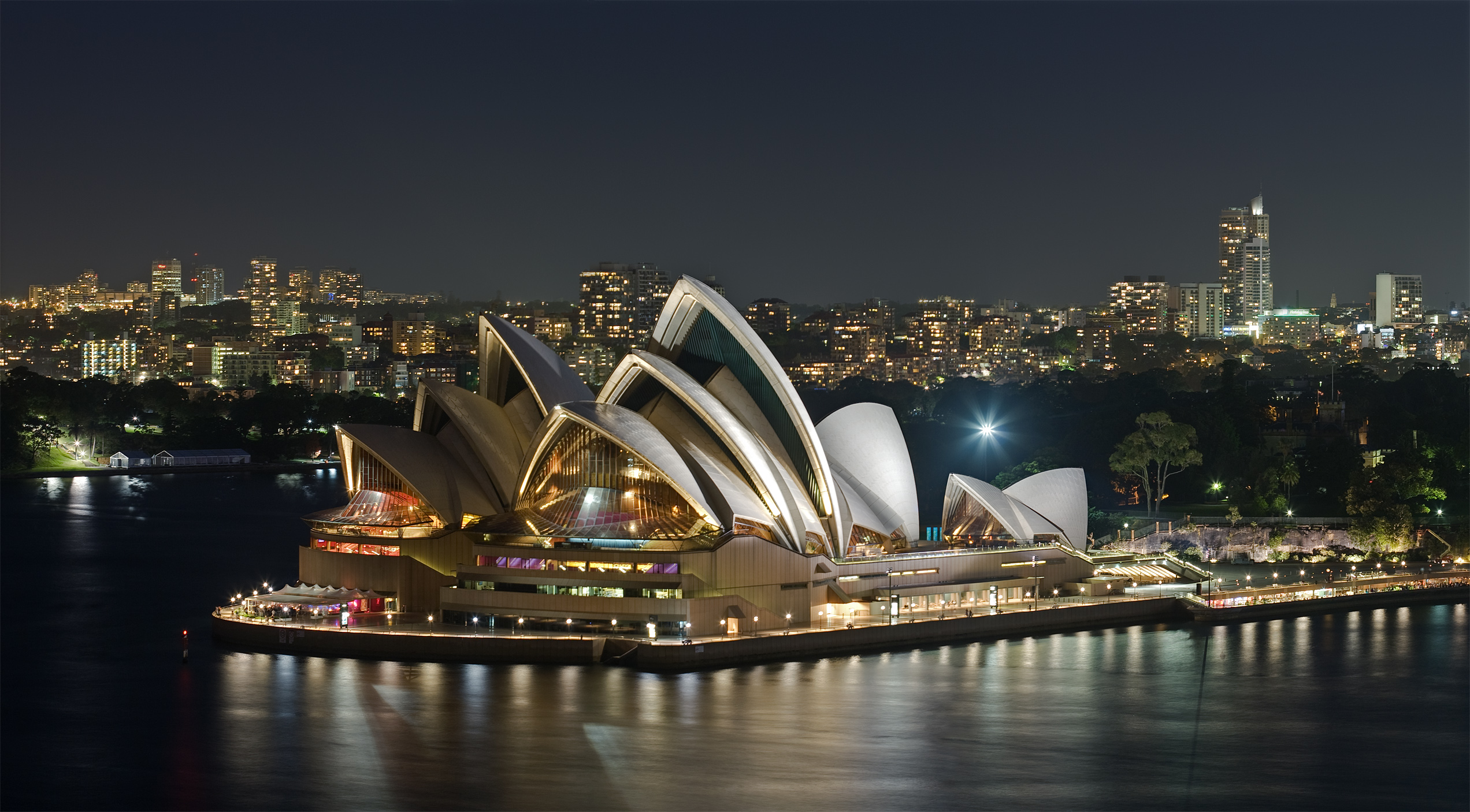
Сіднейський оперний театр. Ніч.
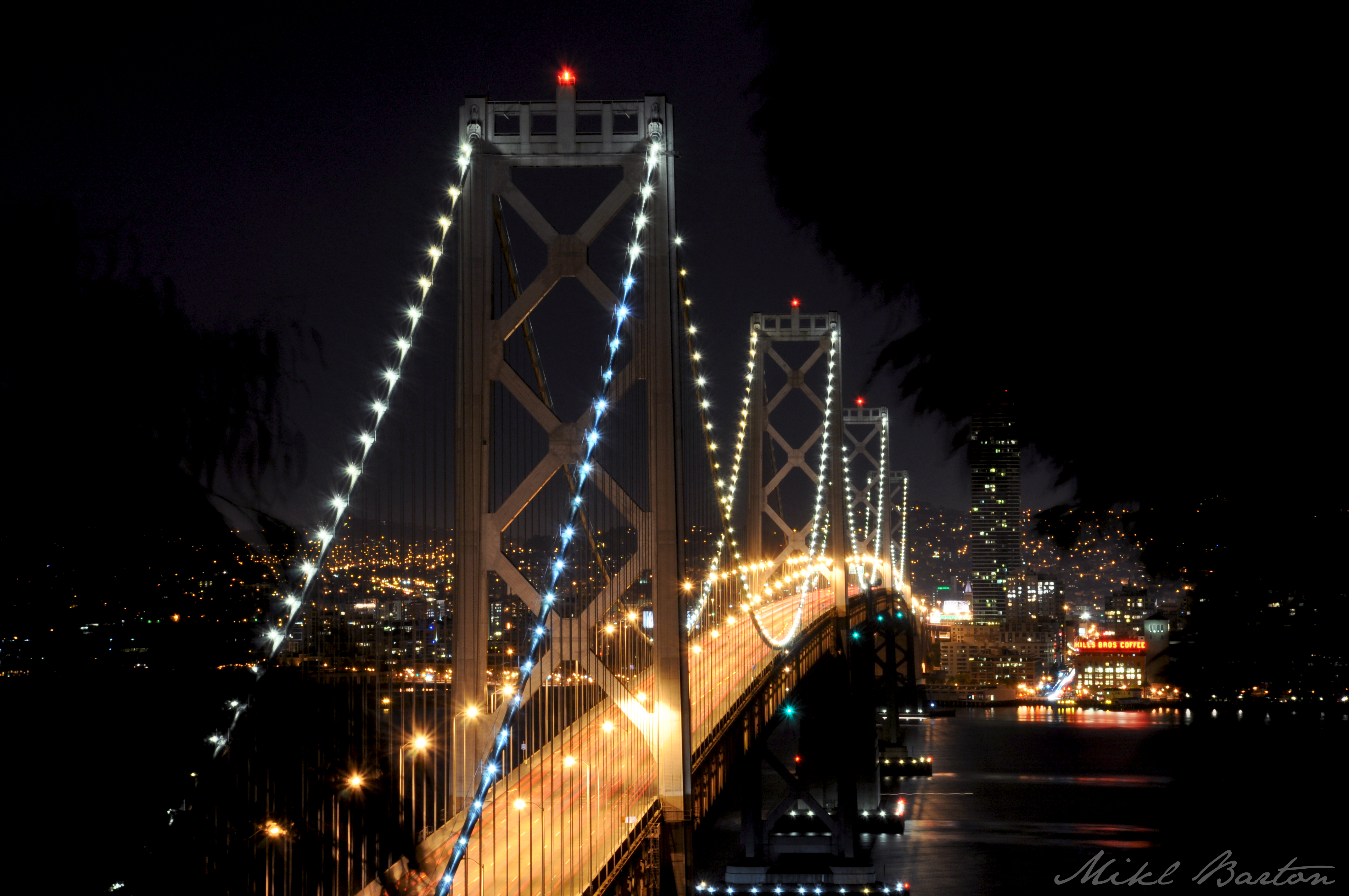
Міст між Сан-Франциско та Оклендом Трежер-Айленд, Каліфорнія.
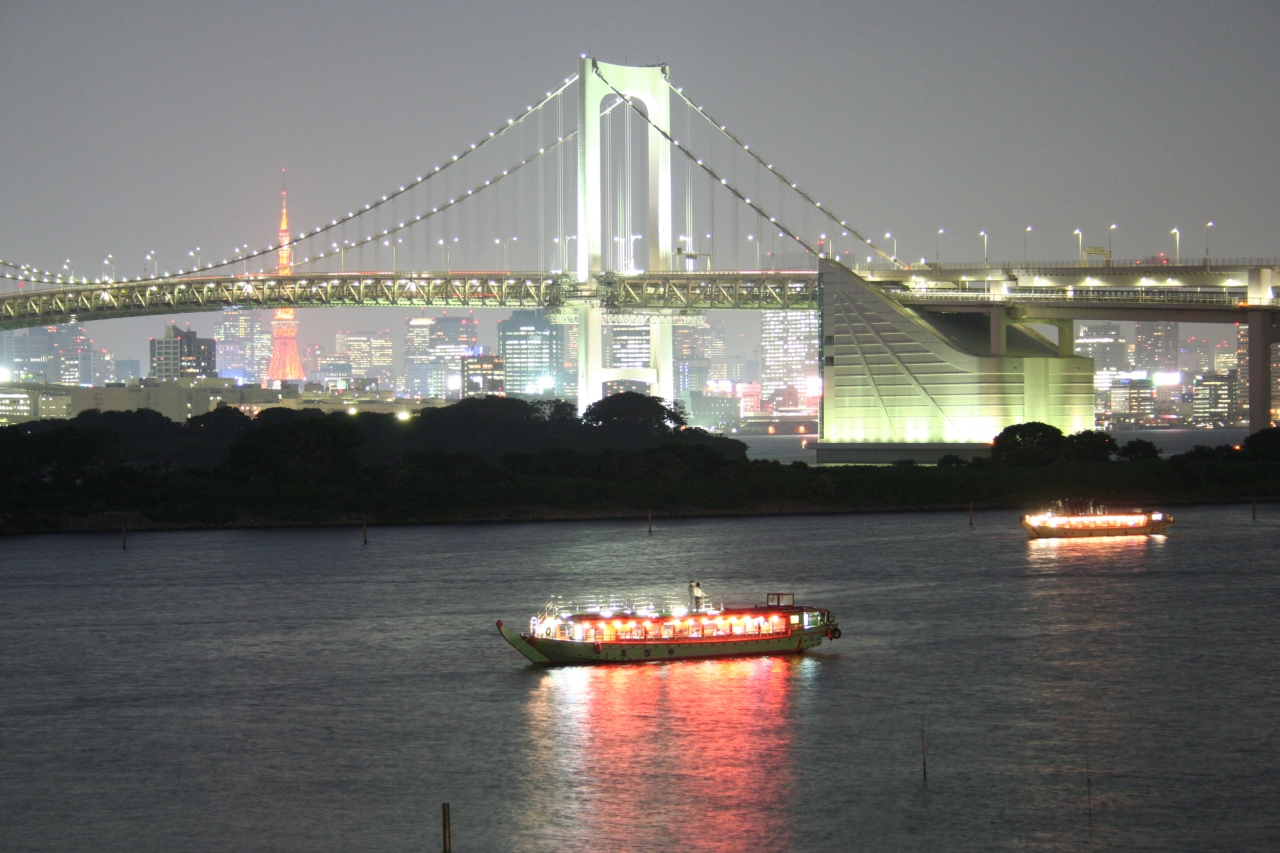
Веселковий міст. Одайба. Токіо.
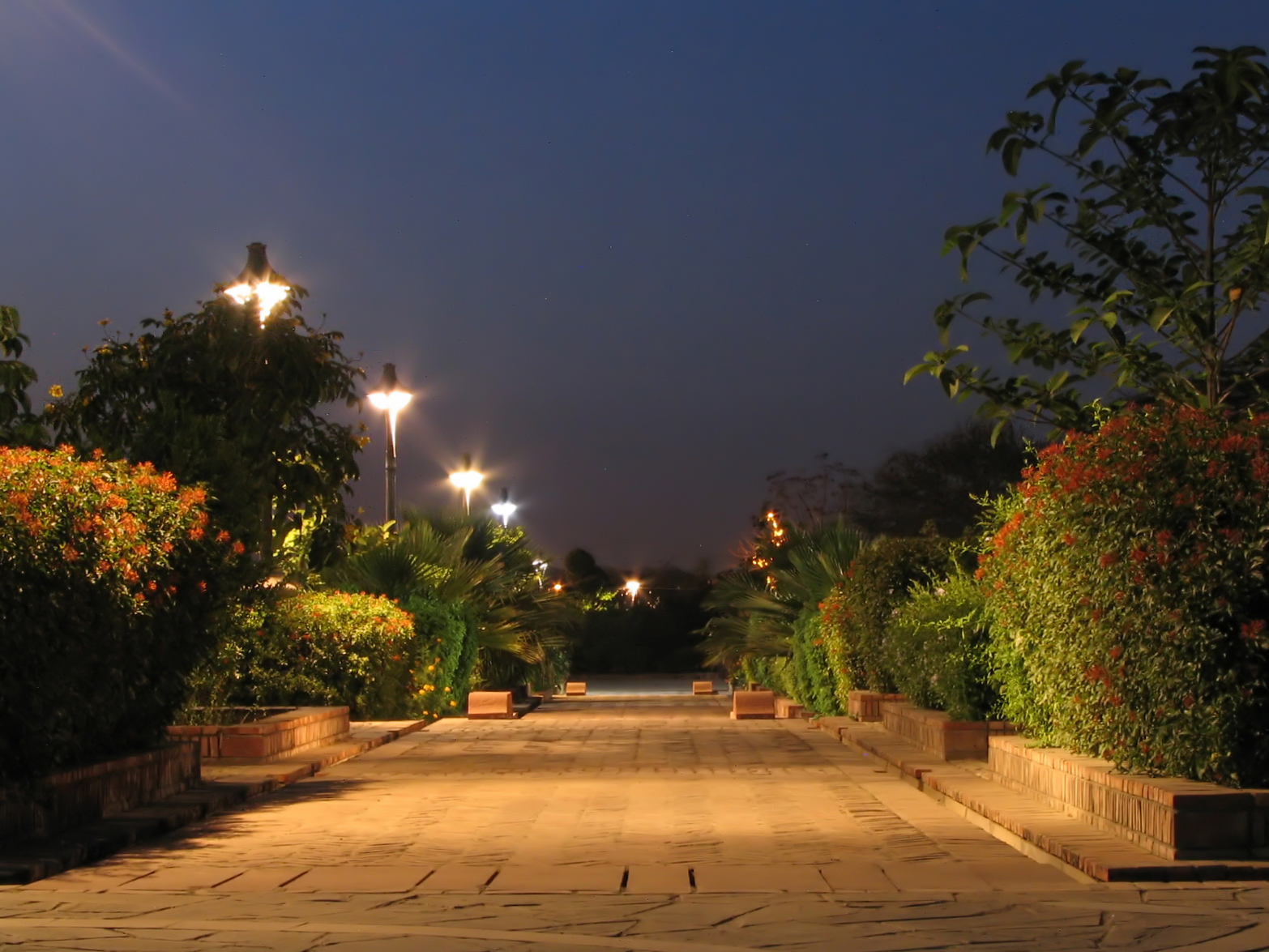
Сад п'яти почуттів, Делі.
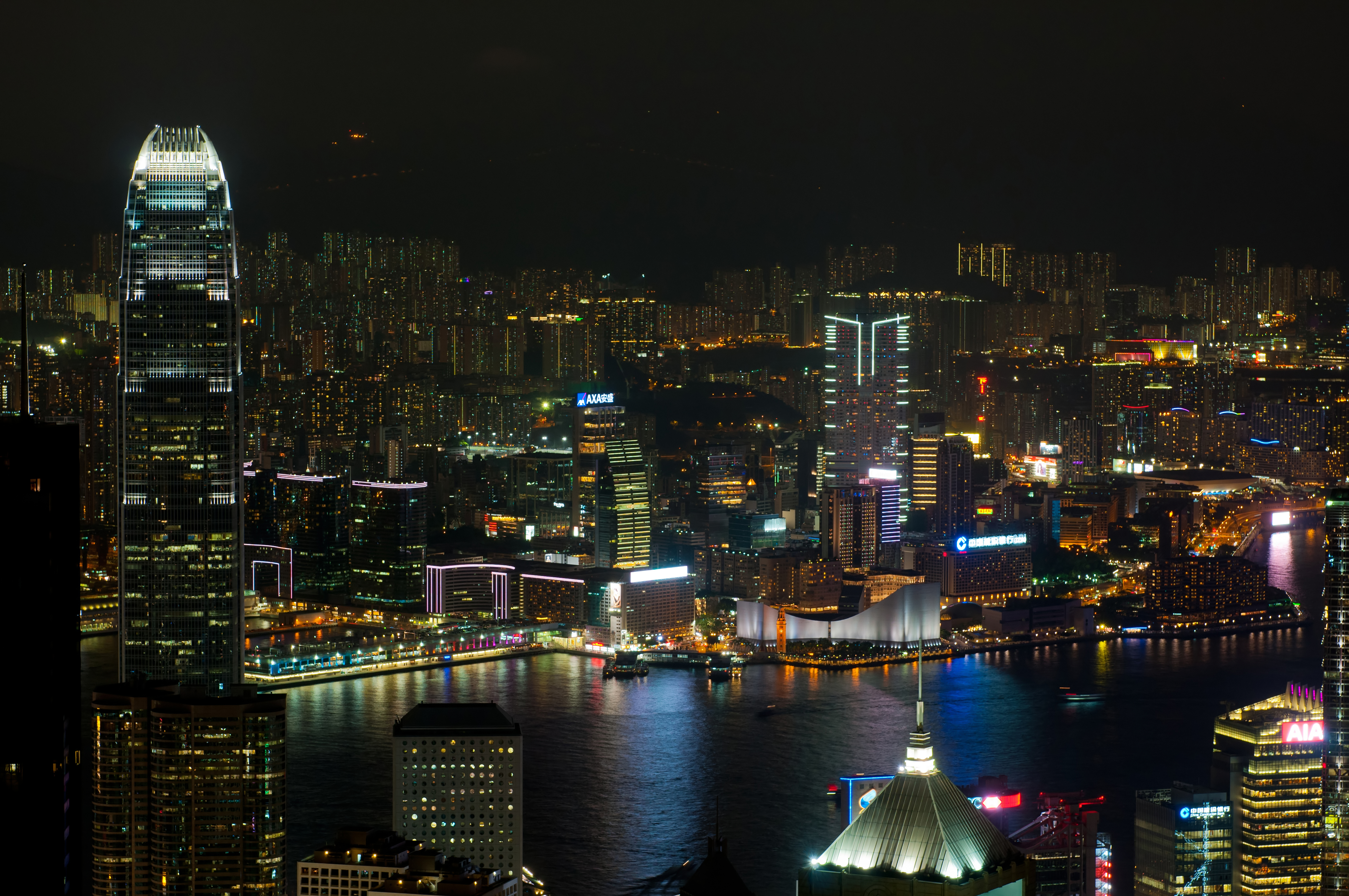
Гонконг, вид з піку.
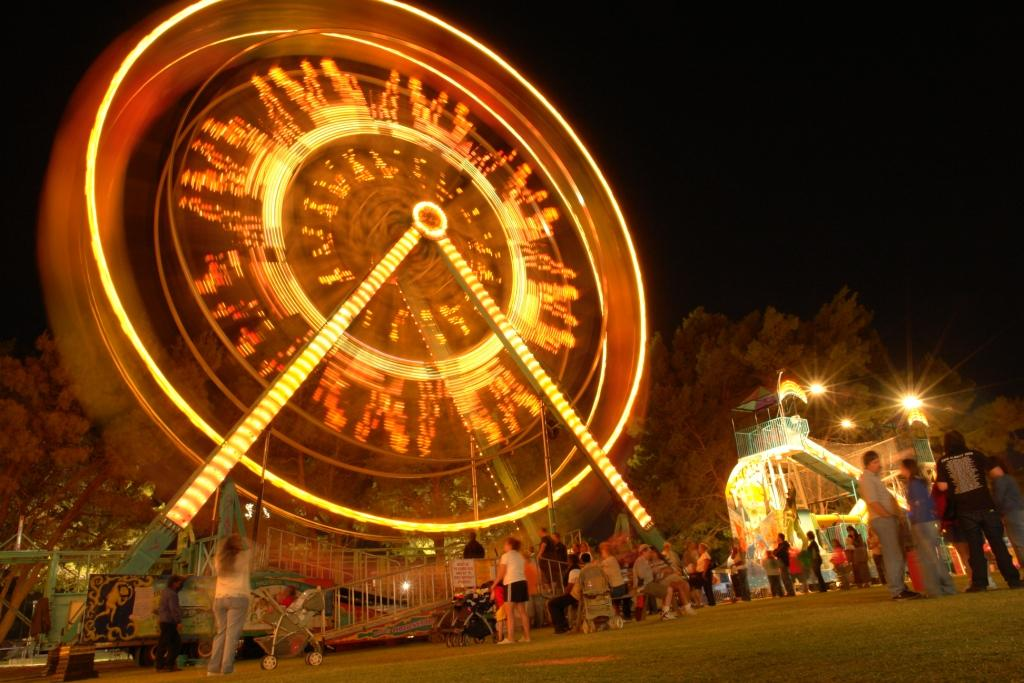
Атракціони
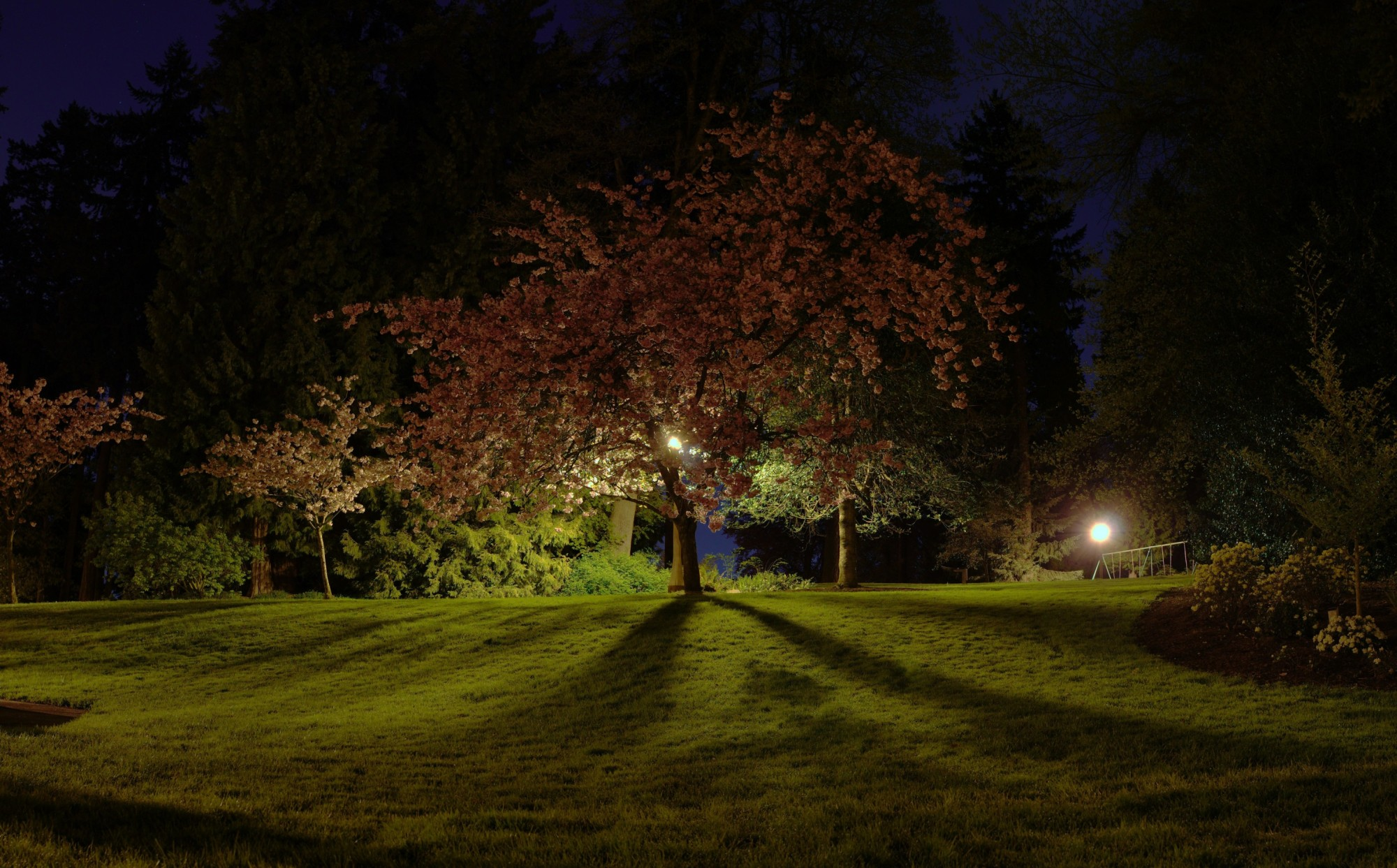
Парк Вашингтон.
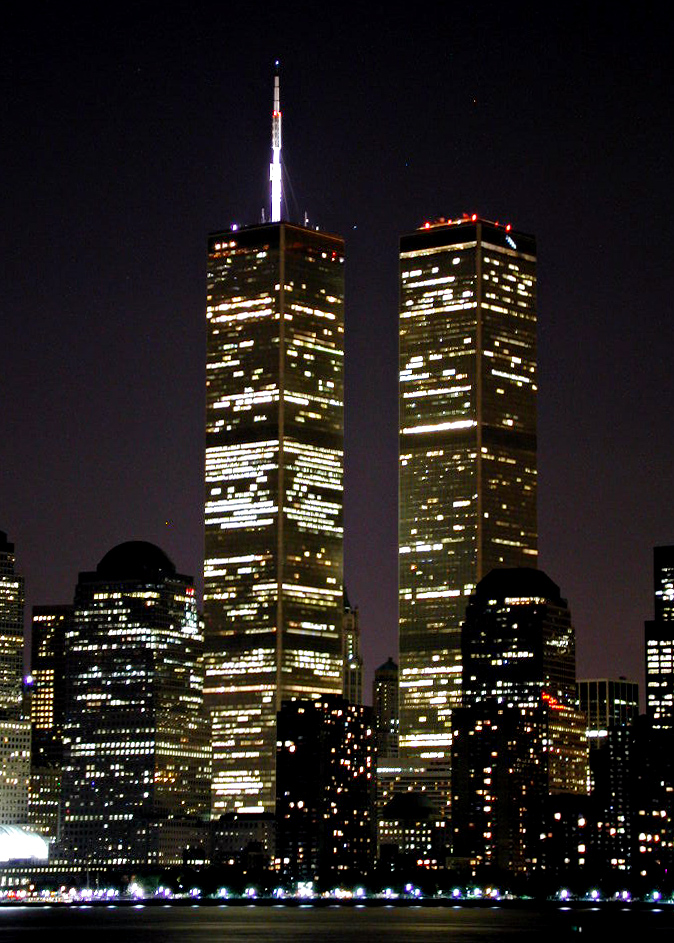
Всесвітній торговий центр в Нью-Йорку.
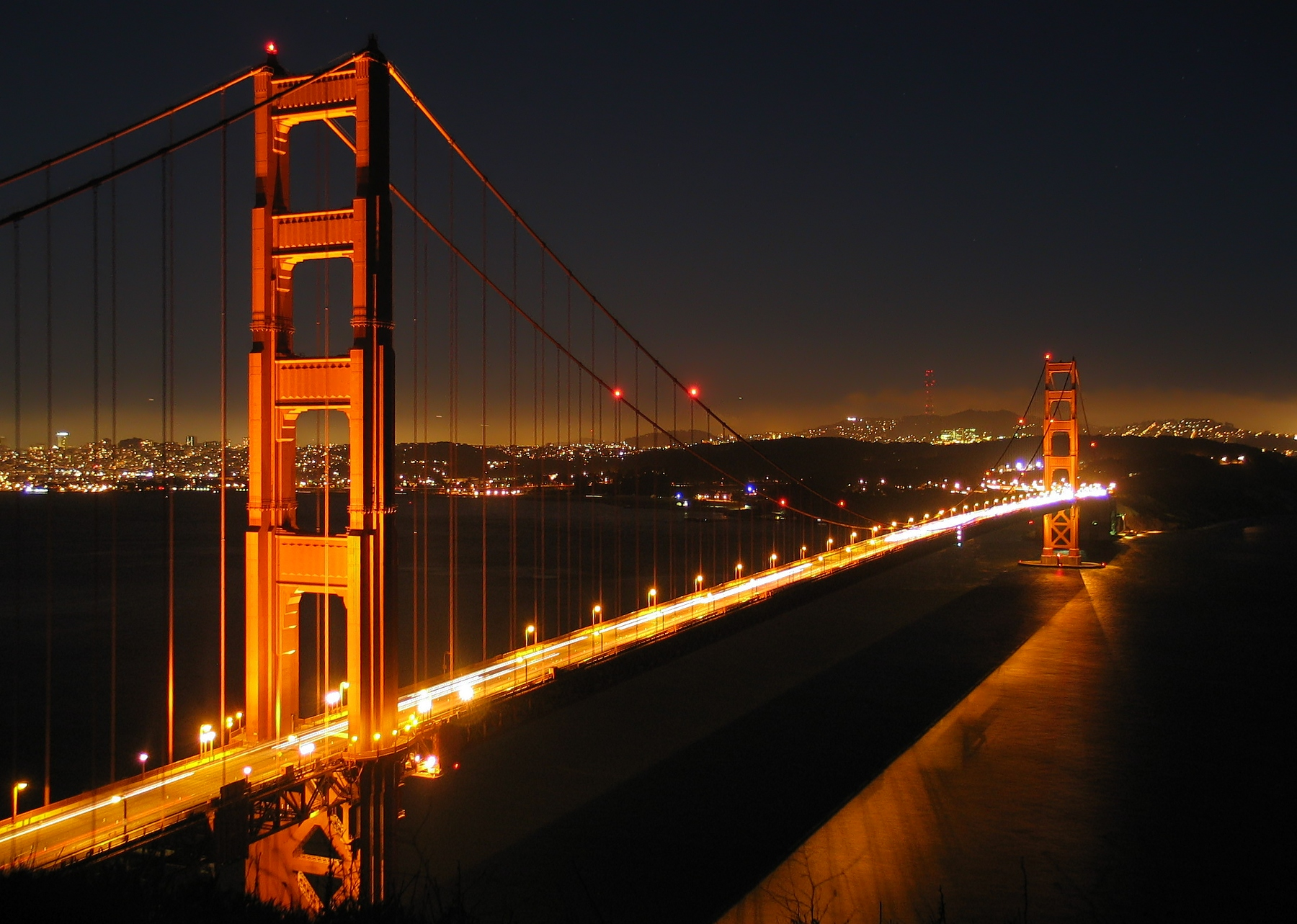
Золота Брама (міст) вночі.
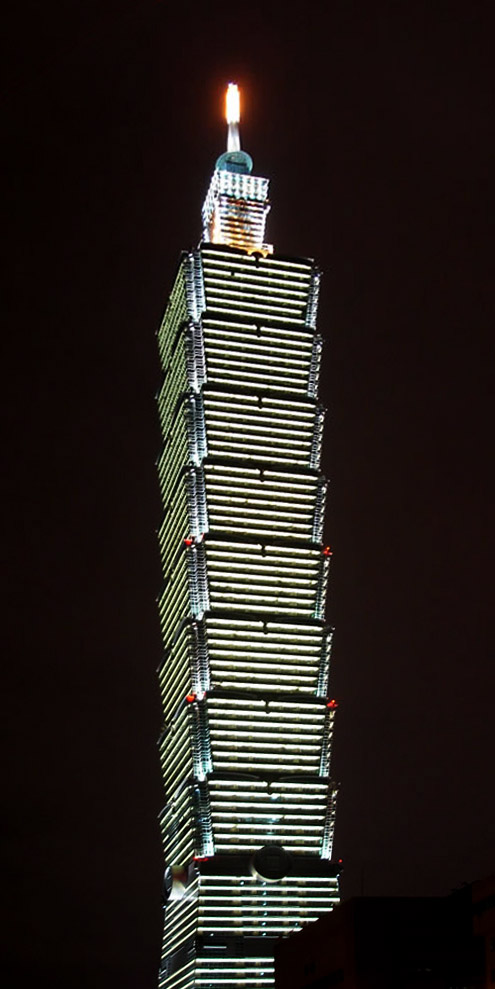
Тайбей 101
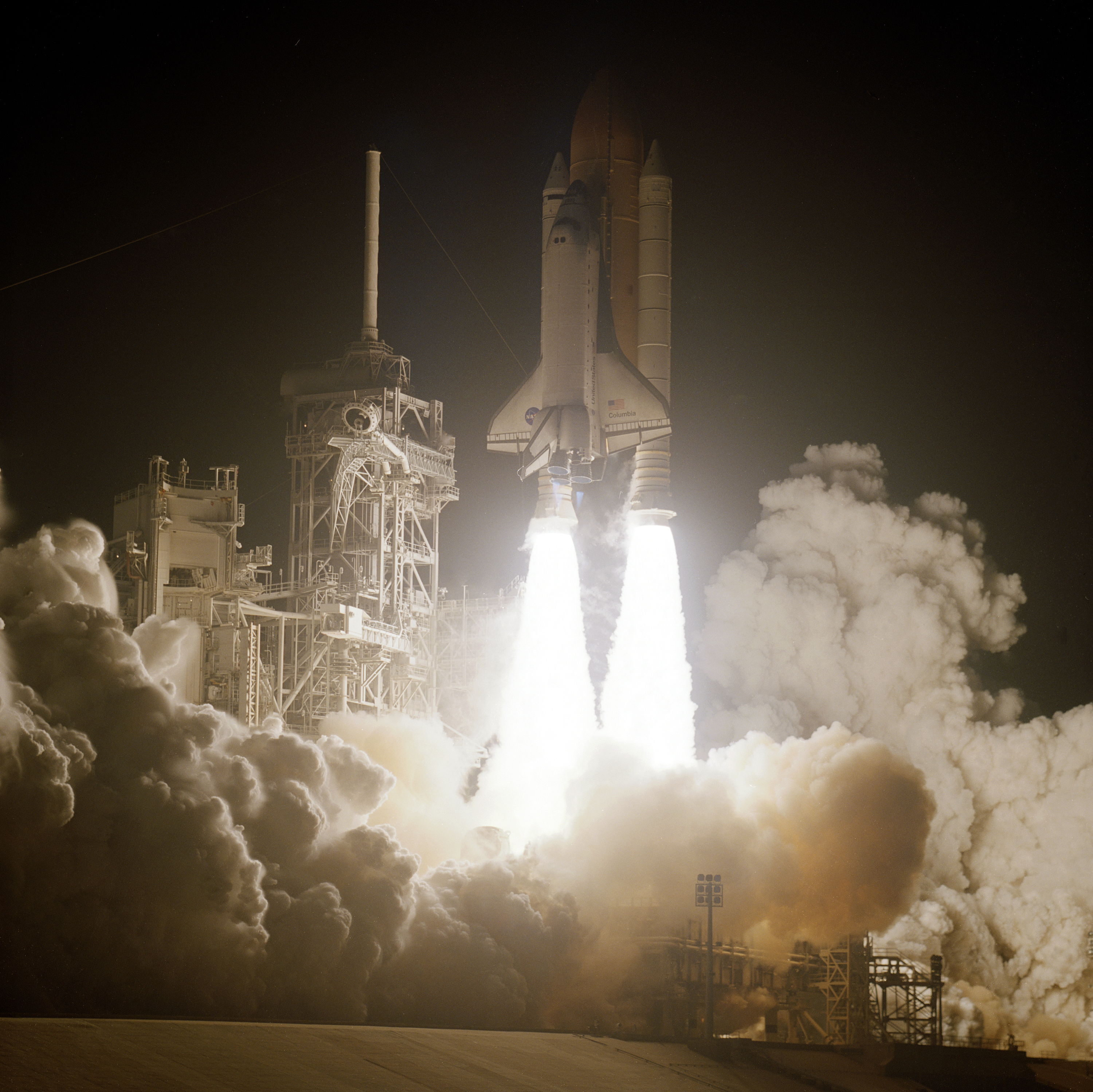
Колумбія (шатл) зліт.
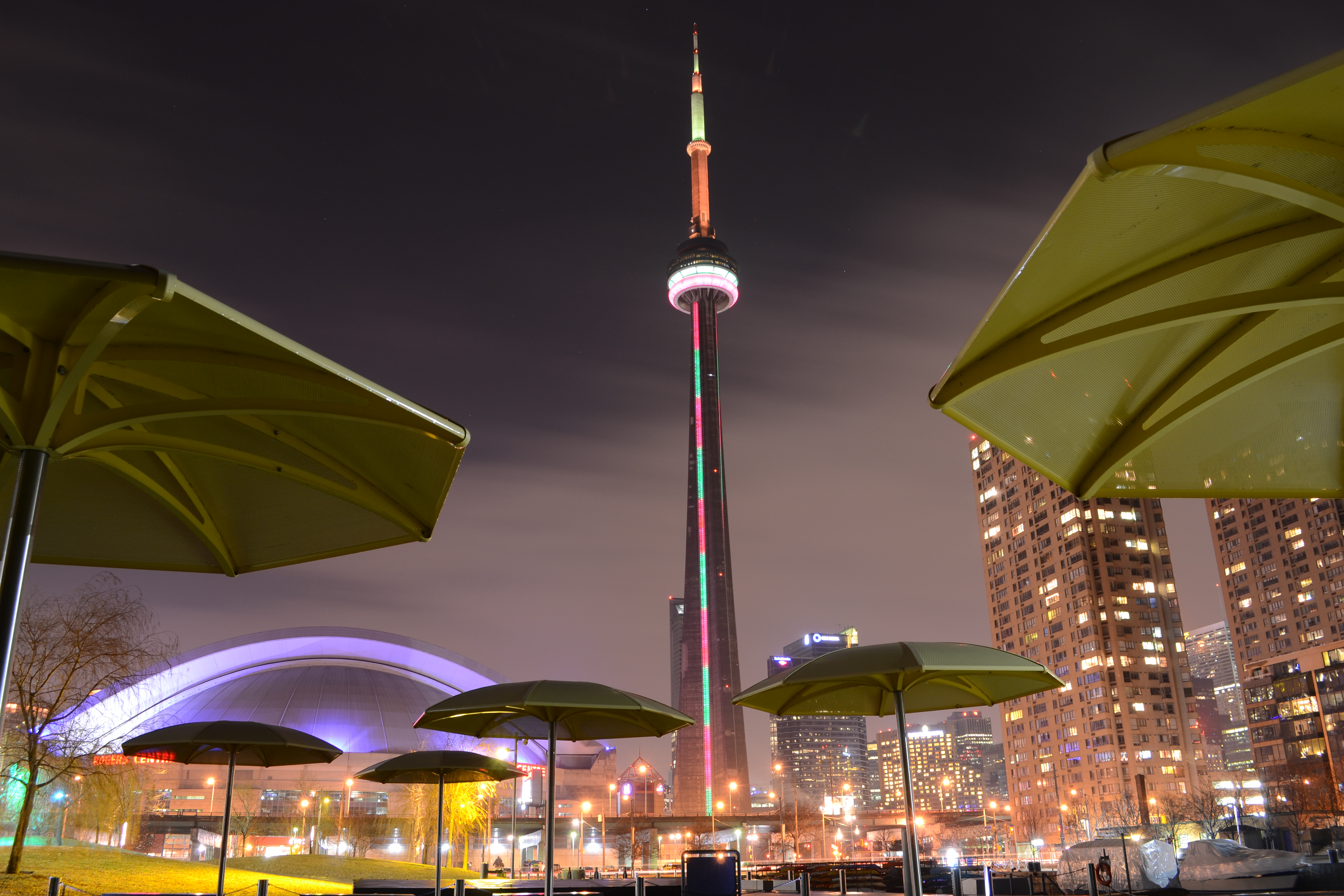
Торонто.
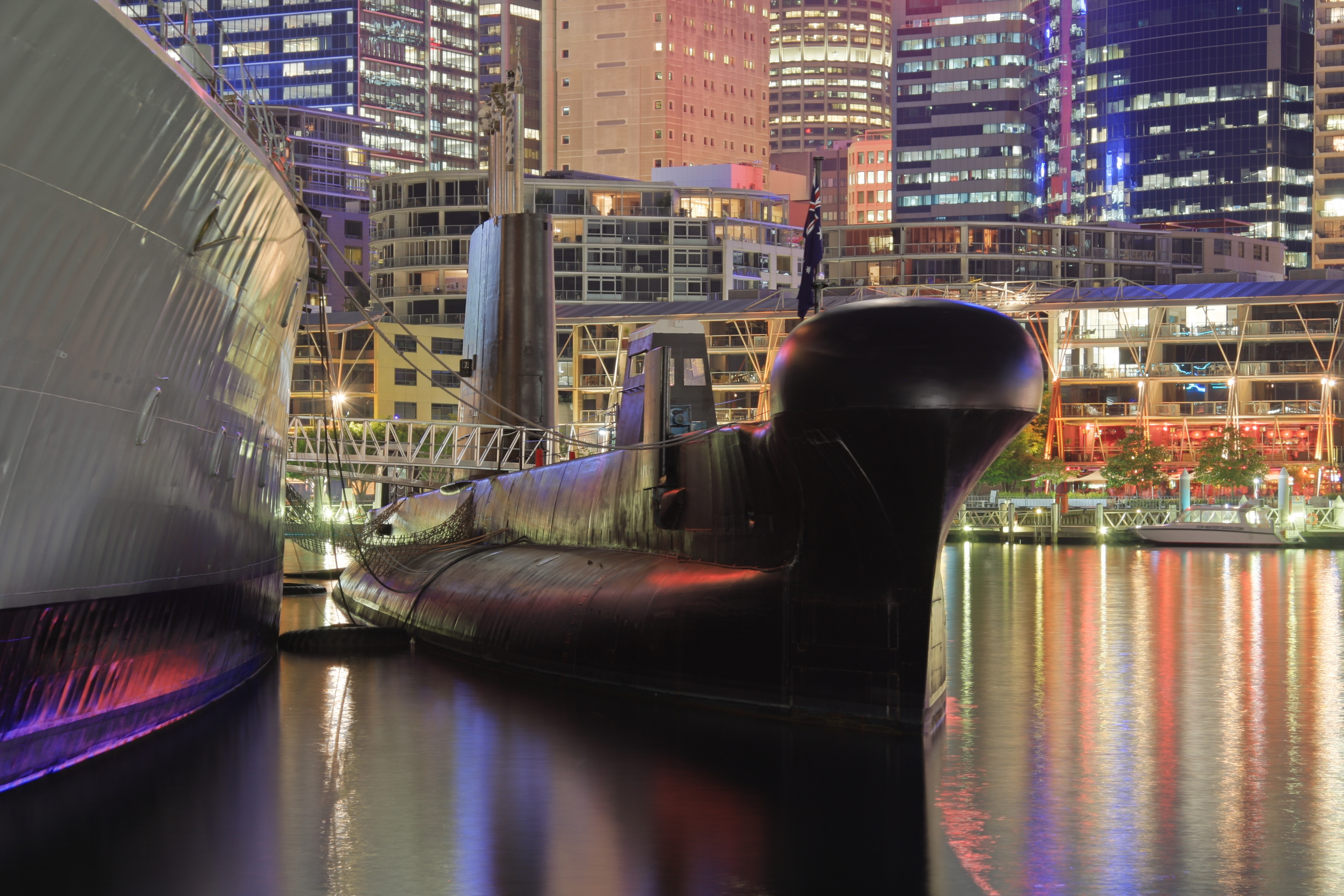
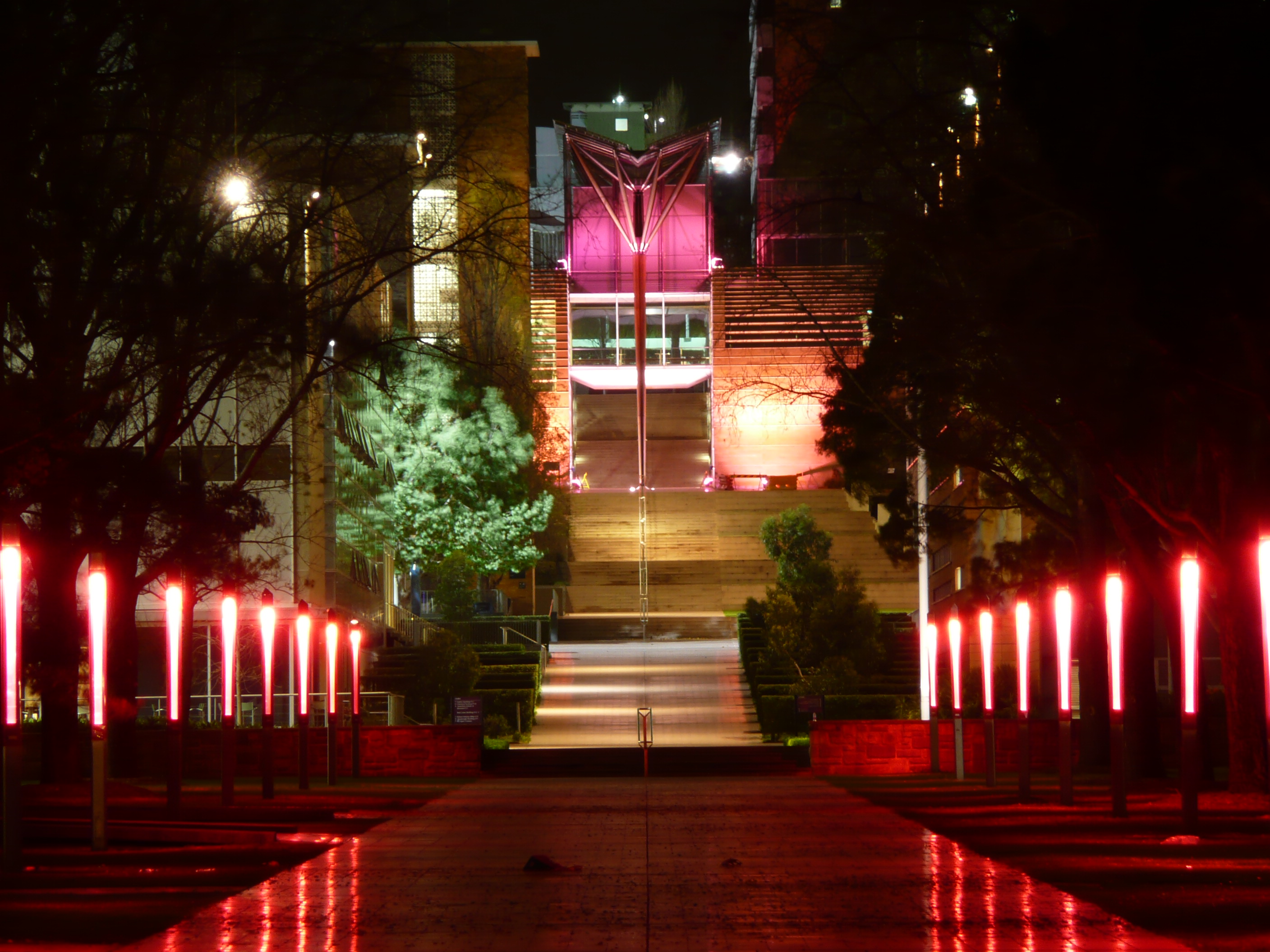
Університет Нового Південного Уельсу, Сідней (цифровий,нічний режим).
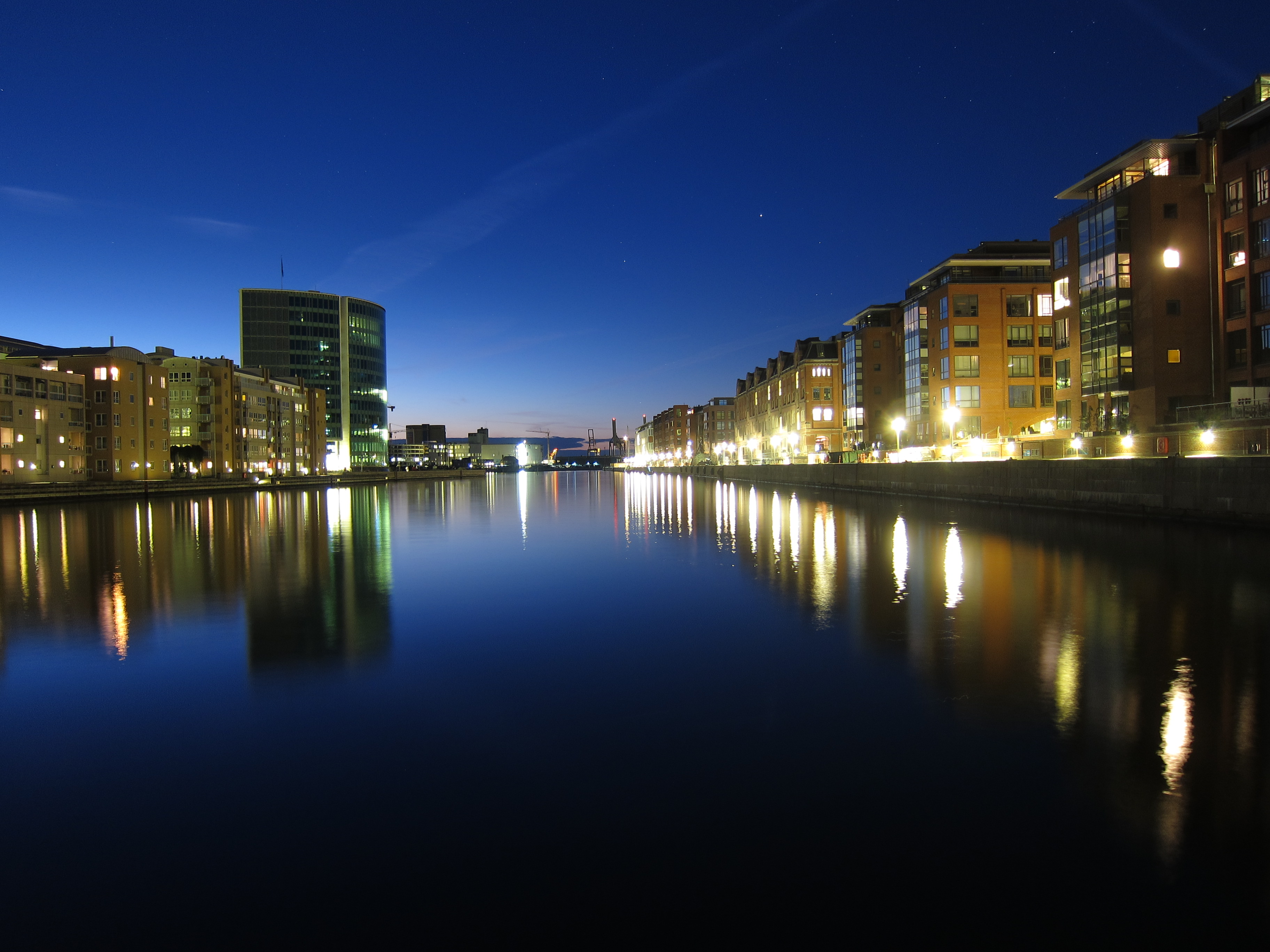
Копенгаген вночі.
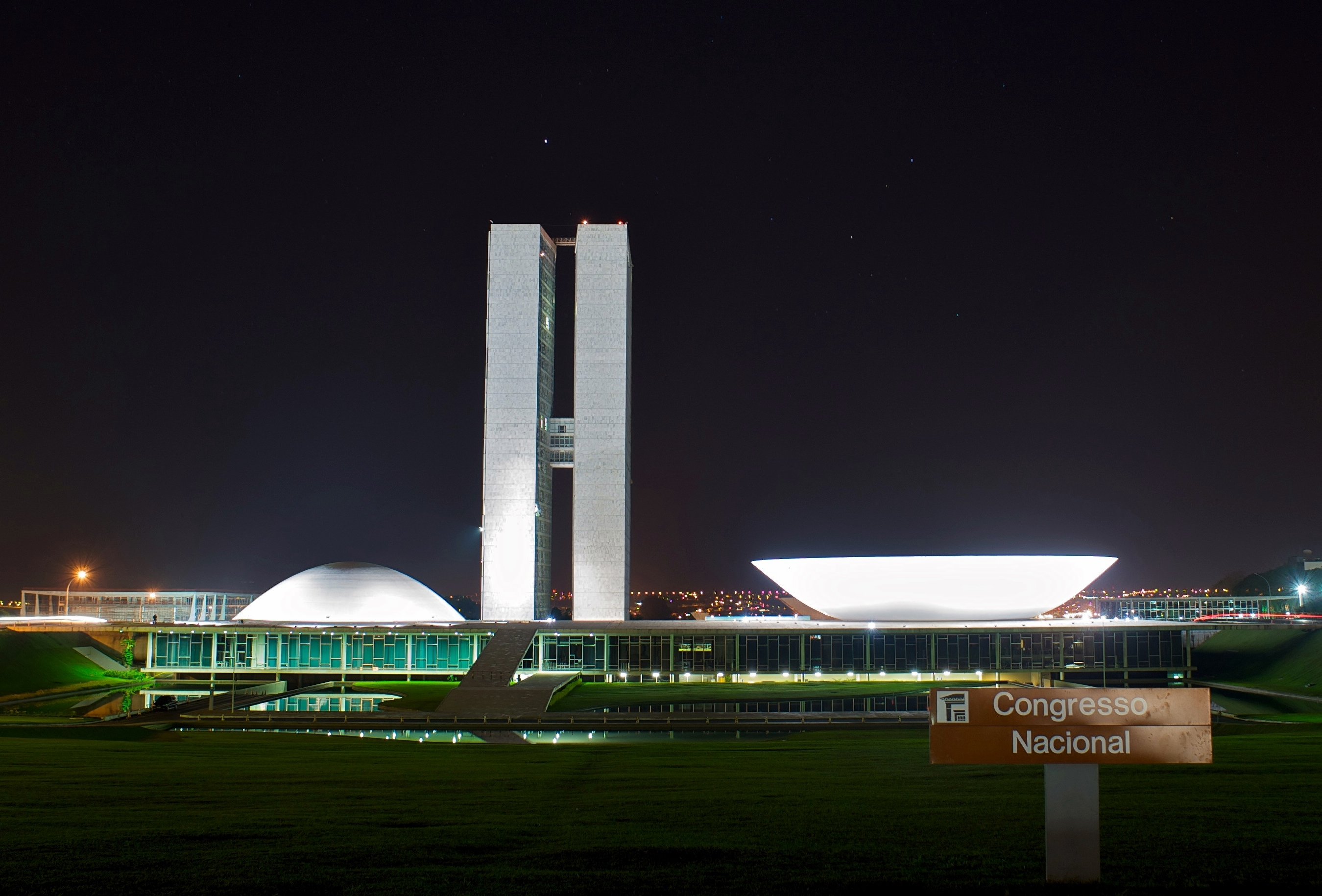
The Національний Конгрес Бразилії, Бразиліа
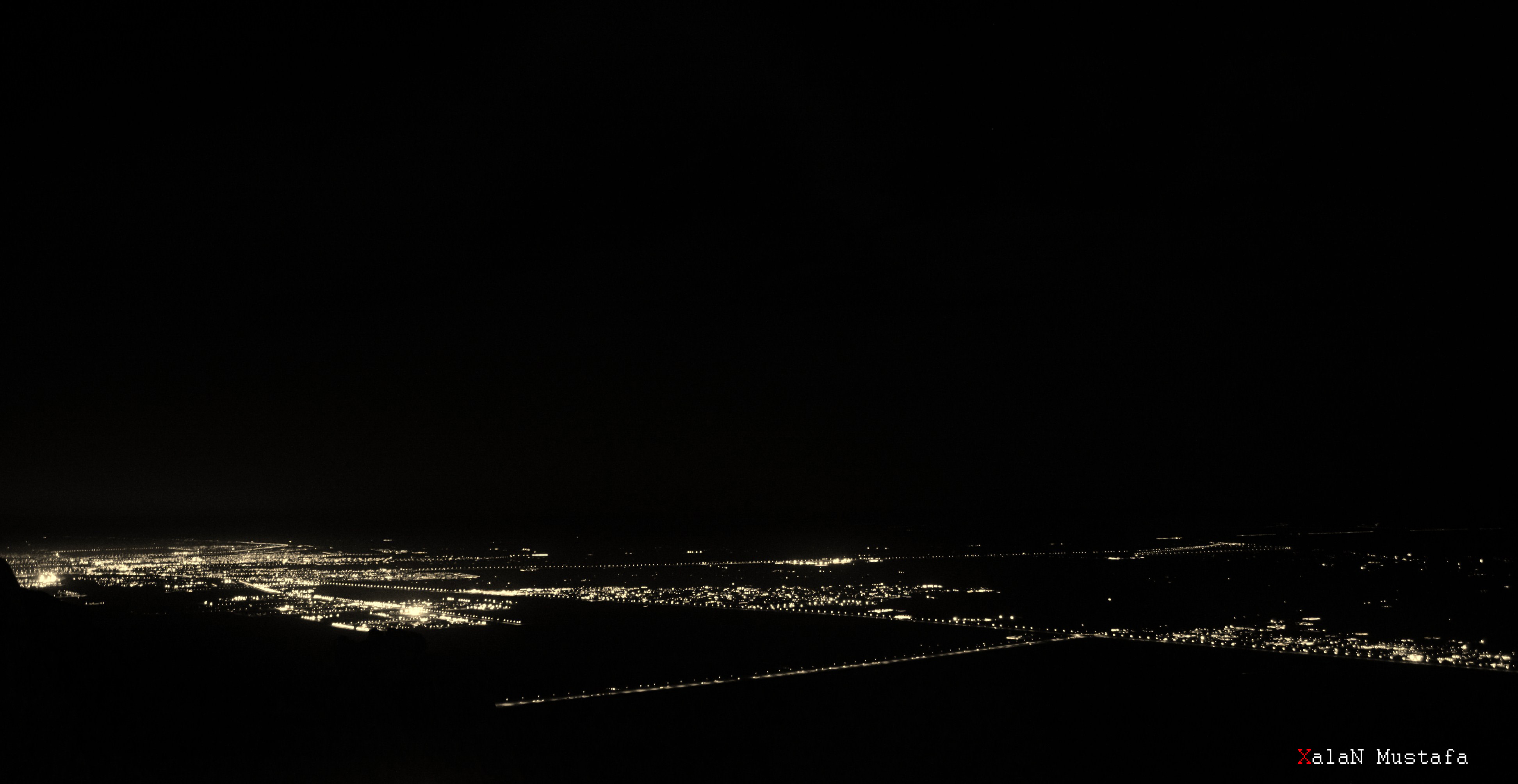
Вид на Аль-Айн від вершини Джебель Хафіт, ОАЕ
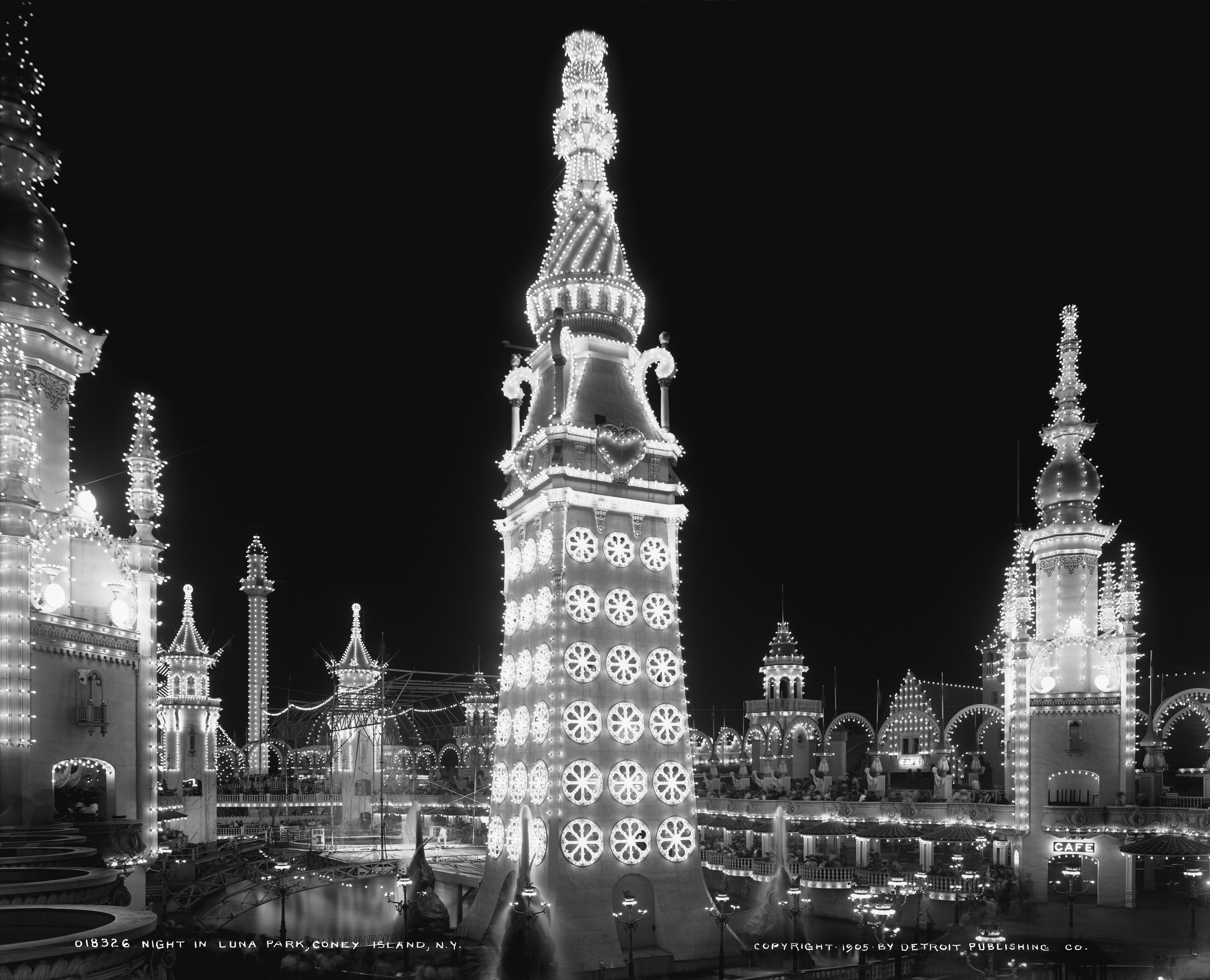
Луна-парк Коні-Айленд, з колекції 1905.
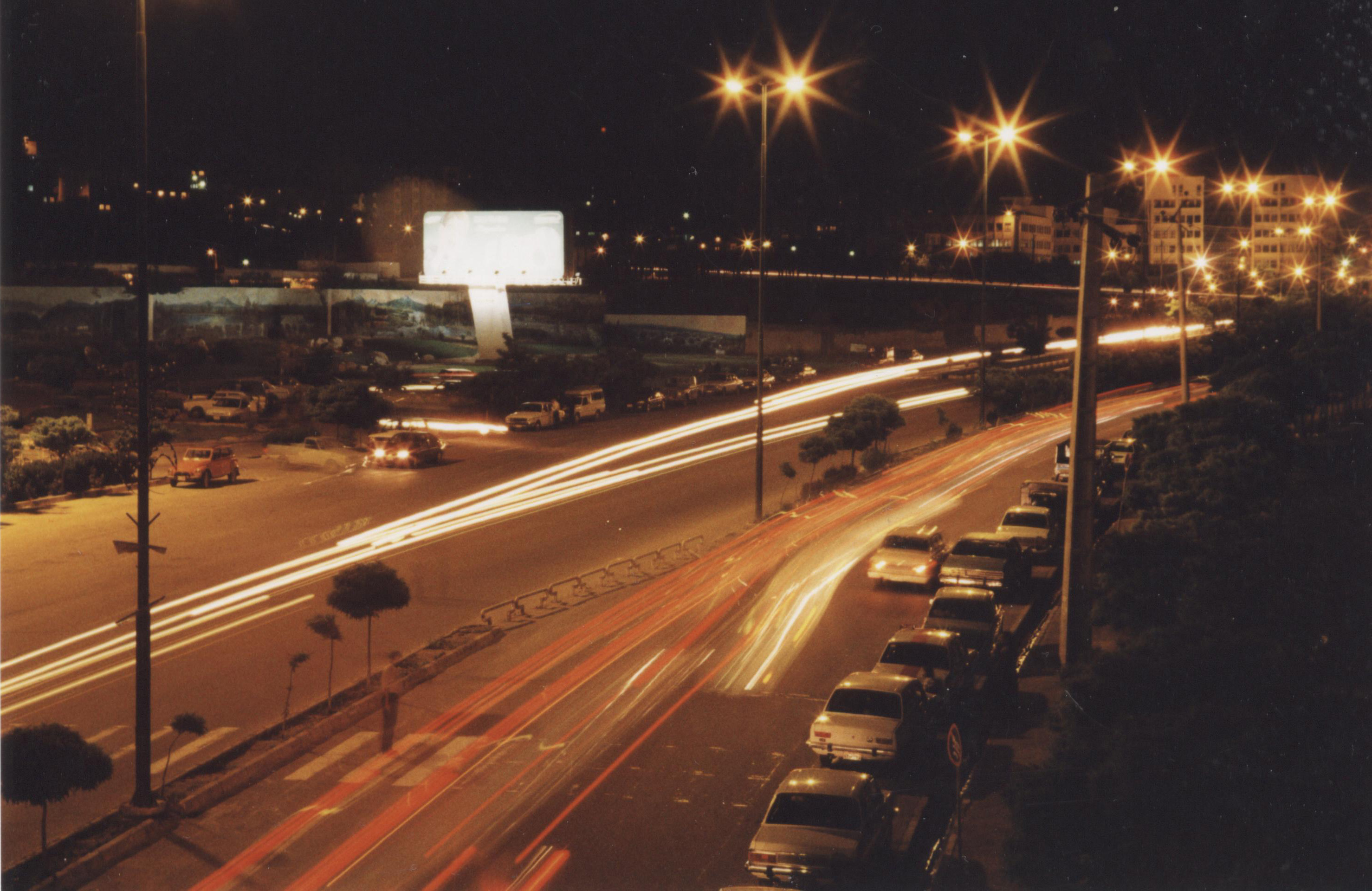
Тебриз, Іран.
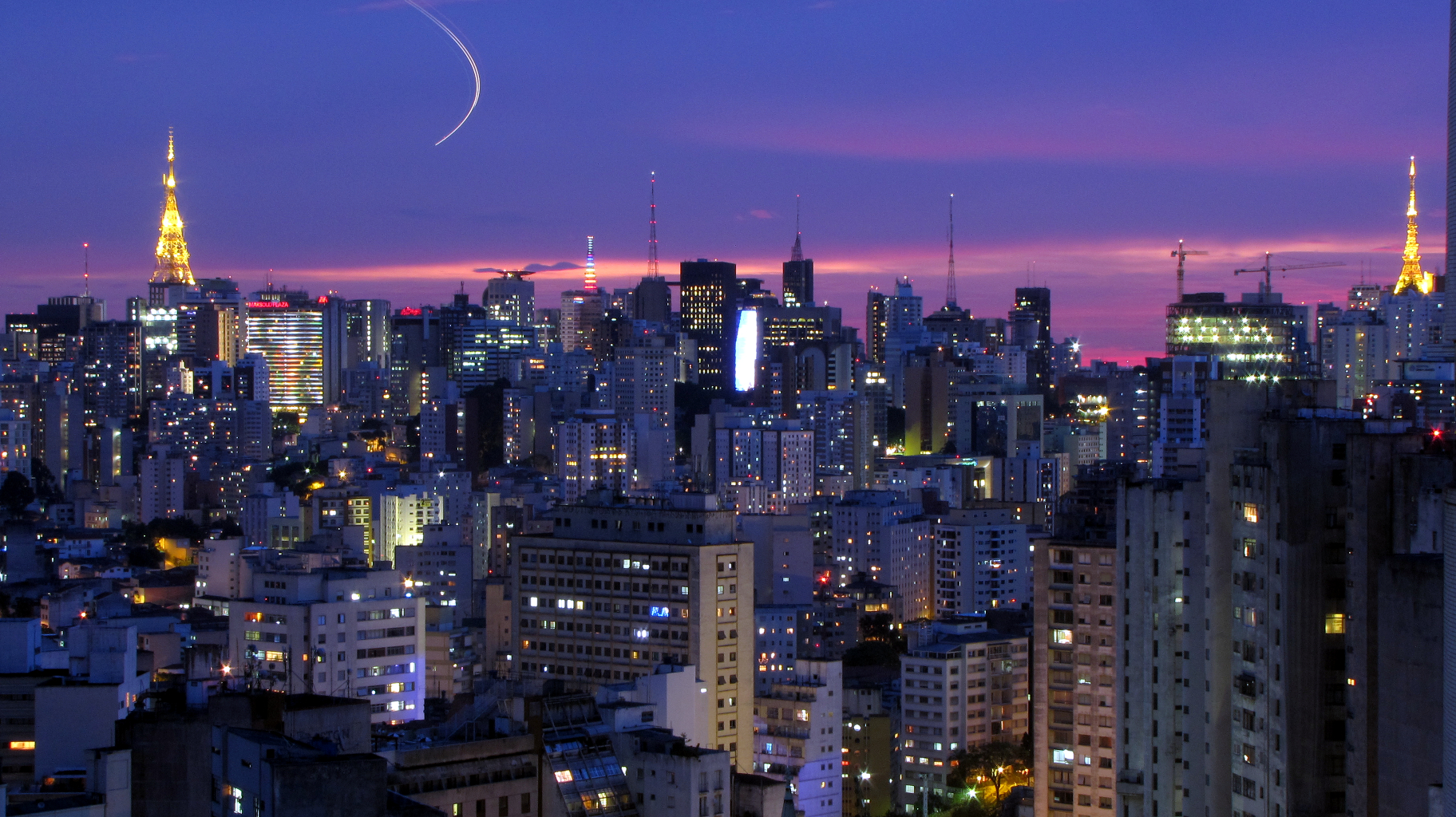
Сан-Паулу, Бразилія